# Pey de Garros

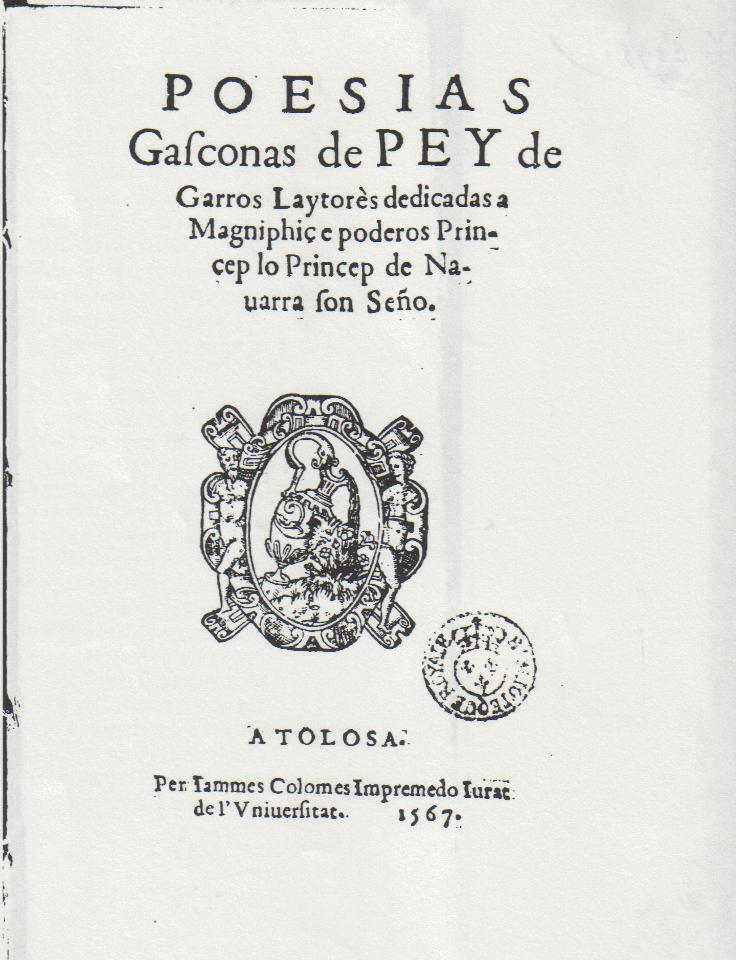
Strona tytułowa Poesias gasconas

Pey de Garros, także Pierre de Garros (w dialekcie gaskońskim Pèir de Garròs; ur. między 1525 a 1530 w Lectoure, zm. między 1581 a 1583 w Pau) – francuski poeta, piszący najczęściej w dialekcie gaskońskim języka oksytańskiego.
Pochodził z zamożnej rodziny bankierów. Po studiach prawniczych w Tuluzie przeszedł na protestantyzm. W roku 1565 ogłosił gaskoński przekład 58 psalmów Dawida (Les Psaumes de David, viratz en rythme gascoun), zadedykowanych Joannie d’Albret, królowej Nawarry. Rok później opublikował Poesias gasconas (Poezje gaskońskie), które zadedykował Henrykowi IV Burbonowi. Tom ten składał się z czterech zróżnicowanych części: Vers eroics (Wersy heroiczne), Eglogas (Eklogi), Epistolas (Listy) i Cant nobiau (Epitalamia). Największą sławę zdobyła część pierwsza, czyli sześć pisanych aleksandrynem poematów ukazujących nieszczęścia ludu gnębionego wojnami religijnymi. Zdaniem wielu krytyków Pey de Garros był jednym z najwybitniejszych poetów XVI wieku we Francji. Swoją twórczością zapoczątkował okres gaskońskiego odrodzenia, a jego dzieło zainspirowało Guillaume’a du Bartasa i Arnauda de Salette.